# روز پدر (فیلم ۲۰۱۱)
«روز پدر» (انگلیسی: Father's Day) فیلمی در ژانر اکشن و کمدی ترسناک به کارگردانی Astron-6 است که در سال ۲۰۱۱ منتشر شد.